# Perfect Symmetry (Keane-Album)
Perfect Symmetry (deutsch Perfekte Symmetrie) ist das dritte Studioalbum der englischen Band Keane und wurde am 13. Oktober 2008 veröffentlicht. Nach den guten Verkäufen des zweiten Albums Under the Iron Sea in Nordamerika wurden erstmals auch in Süd- und Mittelamerika Erfolge gefeiert: In Mexiko erreichte Perfect Symmetry die Platz 9 der Albumcharts. Im Vereinigten Königreich stieg das Album auf Platz 1 ein, in Deutschland erreichte es Platz zehn.

## Hintergrundinformationen
Das Album entstand nach einer bandinternen Krise, die darin gipfelte, dass sich Sänger Tom Chaplin im Herbst 2006 infolge seiner Drogenprobleme in eine Entzugsklinik einweisen ließ. Die Aufnahmen für das Album begannen nach dem Abschluss der wiederaufgenommenen Under the Iron Sea-Tour. Zum ersten Mal arbeiteten Keane hierfür zusammen mit den Produzenten Jon Brion und Stuart Price. Eine weitere Neuerung war, dass man den Aufnahmeprozess auf der offiziellen Website der Band verfolgen konnte. Dort wurden ab Januar 2008 in regelmäßigen Abständen Videos und Bilder hochgeladen. Während der Aufnahmen in Berlin, Paris und London wurde die Band von Bassist Jesse Quin unterstützt, der drei Jahre später als viertes Mitglied in die Band aufgenommen wurde.
Die vielen Veränderungen im Umfeld durch die neuen Produzenten, Studios oder auch Jesse Quin, prägten den Stil des Albums. Nach dem weltweiten Erfolg der ersten beiden Alben schlugen Keane damit einen experimentellen Stilwechsel ein. Musikalisch verließen sie das vertraute Genre des Piano-Pop/Rock und orientierten sich primär am Synthie-Pop der 80er-Jahre. Erstmals seit den frühesten Anfängen der Band wurden vermehrt Gitarren eingesetzt, zugleich wurde mit neuen Instrumenten wie dem Saxophon oder der Singenden Säge experimentiert. Hierfür wurde während der Aufnahmen zusammen mit anderen Musikern gearbeitet. So spielte z. B. spielte Stephen Hussey die Violine bei Love Is the End oder Jim Hunt das Saxophon bei Pretend That You’re Alone. Der halbakustische E-Flügel Yamaha CP80 kommt nach wie vor zum Einsatz, rückt aber im Gegensatz zu den ersten beiden Alben deutlich in den Hintergrund. Pianist Tim Rice-Oxley setzte erneut verschiedenste Effektgeräte ein, die Titel wie You Don’t See Me oder Again and Again merklich bestimmen.
Für das Albumcover fertigte der koreanische Künstler Osang Gwon lebensgroße Skulpturen der Bandmitglieder an. Die Nahaufnahmen der Skulpturen wurden dann von Artdirector Rob Chenery in dreieckigen Ausschnitten auf dem Cover verteilt.
Neben der normalen Version erschien auch eine Deluxe Edition des Albums, die eine zusätzliche DVD mit den Demoversionen und einen Dokumentarfilm über die Entstehung des Albums beinhaltet. Zudem geben die Bandmitglieder ihre Gedanken zu jedem einzelnen Lied in kurzen Interviews preis. Nach der Veröffentlichung des Albums startete am 29. September 2008 die Perfect Symmetry World Tour, die 121 Liveauftritte umfasste.

## Kritiken
Die neuen Klänge wurden von den Kritikern gut angenommen. Bei CDStarts heißt es über das Album: „Frisch, regeneriert und rehabilitiert machten sich die drei Engländer besonders in Berlin daran, ein neues Album fertig zu stellen. Man darf gespannt sein, wie der Retrostil der Band beim Publikum ankommt. Sicher ist nur, dass Pophymnen wie ‚Again & Again‘ vor bis zu dreißig Jahren die Pole Position der Charts sicher gehabt hätten. Hier ist sich das Album wieder treu und schmeißt den Hörer auf die Tanzfläche und verlangt dabei noch ruchlos, dass man mitsingt. Das ‚grande finale‘ Love Is The End wird unter Fans schon als Nachfolger für Bedshaped gehandelt, dass früher meist die Konzerte schloss. Zeilen wie And when I was drowning in that Holy water / All I could think of was you lassen Feuerzeug beinahe von alleine anspringen und so endet eines der besten Popalben dieses Jahres. Keane sind wieder mal ganz oben und diesmal ohne große Diskussion.“

## Titelliste

### Standardversion (2008)
1. Spiralling (Tim Rice-Oxley, Tom Chaplin, Richard David Hughes) – 4:19
2. The Lovers Are Losing (Rice-Oxley, Chaplin, Hughes) – 5:04
3. Better Than This (Rice-Oxley, Chaplin, Hughes) – 4:03
4. You Haven’t Told Me Anything (Rice-Oxley, Chaplin, Hughes) – 3:47
5. Perfect Symmetry (Rice-Oxley, Chaplin, Hughes) – 5:12
6. You Don’t See Me (Rice-Oxley, Chaplin, Hughes) – 4:03
7. Again and Again (Rice-Oxley, Chaplin, Hughes) – 3:50
8. Playing Along (Rice-Oxley, Chaplin, Hughes) – 5:35
9. Pretend That You’re Alone (Rice-Oxley, Chaplin, Hughes) – 3:47
10. Black Burning Heart (Rice-Oxley, Chaplin, Hughes) – 5:23
11. Love Is the End (Rice-Oxley, Chaplin, Hughes) – 5:37
12. My Shadow (Rice-Oxley, Chaplin, Hughes) – 4:49 [Japanese Bonustrack]
13. Time to Go (Rice-Oxley, Chaplin, Hughes) – 3:50 [Japanese Bonustrack]
14. The Lovers Are Losing (css Remix) – 4:35 [Japanese Bonustrack]
15. Spiralling (Diplo vs. Keane 'Mad Spirals Mix') – 5:22 [Japanese Bonustrack]
16. Perfect Symmetry (Frankmusik Remix) – 4:56 [Japanese Bonustrack]

### Bonus-DVD
Videos
1. Making of ‘Perfect Symmetry’ Dokumentarfilm
2. Track by track commentary

Demoversionen der Albumtracks
1. Spiralling (Live Rehearsal)
2. Spiralling (Demo)
3. The Lovers Are Losing (Demo)
4. Better Than This (Demo)
5. You Haven’t Told Me Anything (Demo)
6. Perfect Symmetry (Demo)
7. You Don’t See Me (Demo)
8. Again and Again (Demo)
9. Playing Along (Demo)
10. Pretend That You’re Alone (Demo)
11. Black Burning Heart (Demo)
12. Love Is the End (Demo)

## Chartplatzierungen
| ChartsChartplatzierungen       | Höchstplatzierung | Wochen |
| ------------------------------ | ----------------- | ------ |
| Deutschland (GfK)              | 10 (6 Wo.)        | 6      |
| Österreich (Ö3)                | 22 (4 Wo.)        | 4      |
| Schweiz (IFPI)                 | 6 (9 Wo.)         | 9      |
| Vereinigtes Königreich (OCC)   | 1 (26 Wo.)        | 26     |
| Vereinigte Staaten (Billboard) | 7 (6 Wo.)         | 6      |